# Miss Mundo 1997

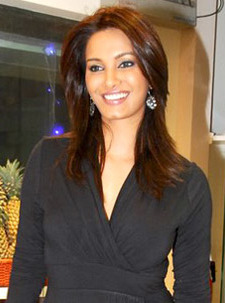
Diana Hayden, vencedora do concurso

O 47º Concurso Miss Mundo aconteceu em Baie Lazare, em Seychelles no dia 22 de novembro de 1997. Foram 86 delegações e a vencedora foi a representante da Índia Diana Hayden.